# Centralsikte
Centralsikte är ett mätinstrument som används inom marinen. Det används för att samtidigt rikta flera vapen mot ett mål. Rörelserna från centralsiktet överförs genom eldledningscentralen genom direkt styrning till t.ex. artilleripjäserna.